# Benjamin F. Stapleton
Pour les articles homonymes, voir Stapleton.
Benjamin F. Stapleton (Benjamin Franklin Stapleton) (né le 12 novembre 1869 à Paintsville dans le Kentucky et mort le 23 mai 1950 à Denver) est le maire de la ville de Denver dans le Colorado de 1923 à 1931 et de 1935 à 1947. Il était membre du Parti démocrate.
De nombreuses améliorations de bâtiments publics ont été réalisées durant ses législatures et il a notamment profité des ressources financières et humaines en provenance du New Deal. Il a par exemple étendu le système de parcs dans la ville et le centre civique (Civic Center) de la ville fut achevé. Il signa le projet de construction de l'aéroport municipal de Denver qui fut ouvert en 1929 malgré de nombreuses critiques. Cet aéroport fut renommé plus tard en son honneur aéroport international de Stapleton.